# Mon ami Maigret (téléfilm, 1973)
Pour plus de détails, voir Fiche technique et Distribution.
Mon ami Maigret est un téléfilm français réalisé par François Villiers, qui fait partie de la série Les Enquêtes du commissaire Maigret, d'après le roman éponyme de Georges Simenon. 
Il a été adapté par Jacques Rémy et Claude Barma. La première diffusion date du 14 mars 1973 ; l'épisode, d'une durée de 85 minutes, est en couleur.

## Synopsis
Avec l'aide d'un collègue britannique de Scotland Yard venu en France pour étudier la façon dont il travaille, le commissaire Maigret enquête à Porquerolles sur la disparition d'un ancien détenu qui avait auparavant certifié à tous les habitants de l'île qu'il était son ami. Maigret constate rapidement que sa venue ne laisse personne indifférent.

## Fiche technique
- Titre : Mon ami Maigret
- Réalisation : Claude Barma
- Adaptation : Claude Barma et Jacques Rémy
- Dialogues : Jacques Rémy et Claude Barma
- Musique : Raymond Bernard
- Directeur de la photo : Albert Schimel
- Décors : Alain Nègre
- Ensemblier : Janine Barthe
- Costumes : Marie-Antoinette Dinety
- Accessoiriste : Jacques Jourdain
- Maquillage : Guyslaine Pignot
- Chef de plateau : Jean Vutchkovitch
- Cameraman : Michel Bonne
- Assistant cameraman : Jacques Bourguignon
- Ingénieur du son : Jules Dantan
- Assistant au son : Pierre Watine
- Documentation sonore : Colette Nez
- Montage : Jean-Claude Couprie
- Assistant au montage : M.C. Grandin
- Script-girl : Ariane Adriani
- Assistants réalisateur : Dominique Juliani et Joseph Lewartowski
- Chef d'atelier : Margot Caron
- Chef de production : Jean-Pierre Bartoletti

## Distribution
- Jean Richard : Commissaire Maigret
- Micheline Luccioni : Ginette
- Marie Daëms : Madame Wilkox
- Colin Mann : Commissaire Pyke
- Jacques Richard : Lechat
- Fabrice Rouleau : Philippe
- Gérard Depardieu : de Greef
- Fransined : Paul
- Michel Jourdan : Charlot
- Yvon Sarray : Émile
- Michèle Bertrand : Jojo
- Sabine Glaser : Anne
- Mirès Vincent : la télégraphiste
- Géo Beuf : le maire
- Tommy Duggan : le Major Bellan
- Max Desrau : le dentiste